# 宇土虎雄
宇土 虎雄（うと とらお、1891年1月30日 - 1986年12月23日）は日本の柔道家（講道館9段）、スポーツ指導者。
柔道家として全日本選士権優勝等の実績を持つ一方、熊本県に様々な近代スポーツを紹介して“熊本近代スポーツの父”や“ミスター熊本”とも呼ばれる。

## 経歴
長崎県南高来郡湯江村（現・島原市）の生まれ。鎮西学院中学在学中に柔道を始め、卒業後1912年に東京の東京高等師範学校に進学して山下義韶や永岡秀一（いずれも後の講道館10段）に師事し柔道を学んだ。東京高師時代の同期には岡部平太や会田彦一、先輩に1909年入学の大谷武一や甲佐知定のほか中途退学したものの徳三宝らの顔触れがあり、後輩には1913年入学で東口真平や後に“高師の秀才”と謳われた桜庭武らがいた。
1913年5月扱で講道館に入門すると、翌年6月初段、同年10月には秋季紅白試合で9人を抜いて抜群2段に昇段。1915年1月に3段位を許され、1916年3月に師範学校を卒業後は、熊本市の九州学院で当時院長を務めた遠山参良に請われ同院教授に着任した。柔道以外にも陸上競技や水泳、相撲、ボートといった様々なスポーツを指導し、特に金栗四三より指導を受けた陸上競技ではスパイクシューズを、水泳ではクロールを熊本県に初めて紹介している。この頃には九州学院のみならず熊本県警察部の柔道教師を務めたほか、旧制五高、熊本高等工業、熊本医大、熊本第二師範、熊本農業等の各校でも嘱託を兼任して、以降永年に渡り柔道はじめ各種スポーツの普及に尽力した。
柔道家としては身長173cm・体重75kgという均整の取れた体躯を以って左右の払腰や小外刈を得意とし、寝ても強く、1925年に開催された第1回熊本・福岡対県柔道大会では熊本県の大将として出場。2人抜くも3人目に敗れて福岡側の平賀衡太郎5段（副将）と西文雄5段（大将）を残して熊本県は敗戦。翌26年の第2回大会でも大将として出場するが利あらず引き分けで、またも平賀・西の両5段を残して熊本県は敗れた。雪辱を期す1927年の第3回大会、熊本県は作戦上の理由から東京高師の後輩である小谷澄之5段に大将を譲り宇土5段は副将として出場。同じく熊本代表牛島辰熊4段や福岡代表島井安之助4段らの活躍があって試合は一進一退の白熱した展開となり、宇土は須藤金作4段の大内刈に敗れるも、大将の小谷が須藤、副将の森崎一郎5段と立て続けに破って西5段との大将戦に。試合は小谷が優勢で進め熊本県の初勝利を信じる観客の歓声が高まるも、小谷の足払を燕返で返した西が逆転の一本勝を収め、大会は福岡県の3連勝となった。
続く1929年の第4回大会に向け選手を補強した熊本県だったが、選手のみならず“柔道王国”を自称する両県の応援団が熱狂し過ぎて一色触発の険悪ムードとなり、両県知事の仲裁により大会は中止に。以後この対抗試合が開催される事は無く、宇土は後に、必勝を期していたのに無念さ一杯であったとその心境を語っている。
| 段位 | 年月日        | 年齢 |
| ---- | ------------- | ---- |
| 入門 | 1913年5月11日 | 22歳 |
| 初段 | 1913年6月15日 | 22歳 |
| 2段  | 1913年10月5日 | 22歳 |
| 3段  | 1915年1月17日 | 23歳 |
| 4段  | 1919年5月25日 | 28歳 |
| 5段  | 1925年8月9日  | 34歳 |
| 6段  | 1930年4月1日  | 39歳 |
| 7段  | 1936年2月22日 | 45歳 |
| 8段  | 1946年5月4日  | 55歳 |
| 9段  | 1958年5月5日  | 67歳 |

1930年4月に6段昇段。同年11月に第1回全日本権士権大会が開かれると、専門成年前期の部に出場した宇土は初戦で優勝候補の徳三宝6段を横四方固に破り、2回戦（準決勝戦）で岡田代四郎4段を得意の小外刈で一閃、決勝戦では武専出の尾形源治6段と延長3回1時間近い攻防の末に判定で敗れたものの、準優勝という成績を収めた。1935年10月開催の第5回同大会では大会常連の細川善盛6段、旗野吉太郎5段、村治清治郎6段をいずれも横四方固に抑えて優勝を成し遂げた。
最後の出場大会となった1936年4月30日に福岡市外春日原（現・春日市）で催された全日本東西対抗試合で、当時7段の宇土は西軍の主将に抜擢。名手・阿部謙四郎5段の3人抜きの奮戦もあり試合を優位で進めた西軍は3将の古沢勘兵衛6段が東軍主将の佐藤金之助7段と引き分けて、宇土の出る幕なく西軍は勝利している。

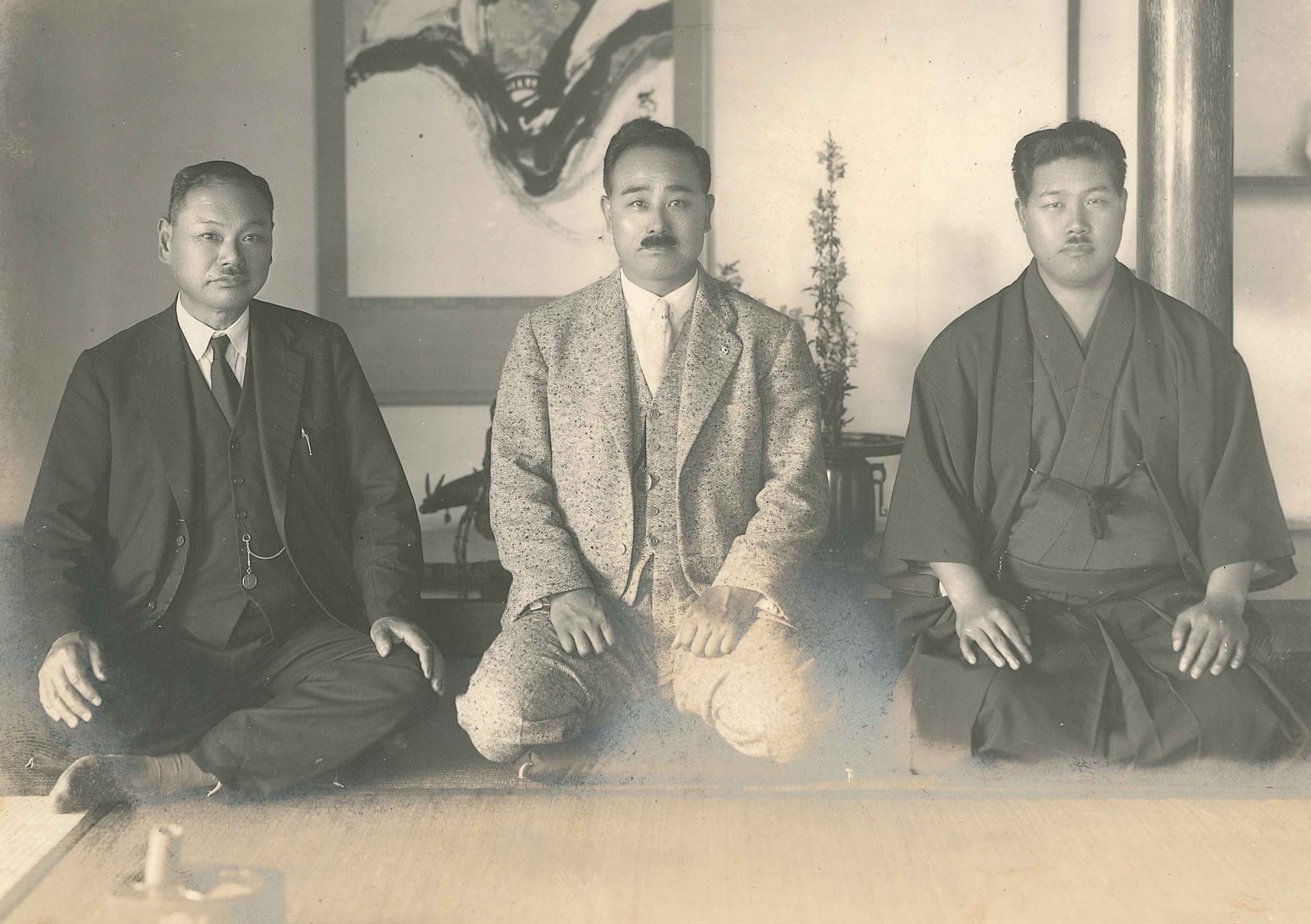
宇土行実（左、伯父）・宇土虎雄（中央）・早稲田要衛（右、親友）

1937年には体育研究のため渡米し、アメリカ柔道連盟の招聘で約半年間柔道の普及活動を行った。
戦後は1946年に熊本県体育会（のち体育協会）副会長および熊本陸上競技協会会長に着任すると、国民体育大会では1947年の第2回大会から1975年の第30回大会まで熊本県選手団団長として入場行進を務めた（1958年第13回大会を除く）。
1947年の熊本県柔道協会発足に伴い初代会長となり、以後30年以上の永きに渡り会長職を務めて県内外での柔道普及に尽力。このほか全日本柔道連盟理事や九州柔道協会副委員長などの重責も担い、嘱託として熊本県教育庁体育保険課でも汗を流している。
これらの功績から、1958年5月3日の嘉納師範20年祭では神田久太郎や浜野正平ら大家と共に9段位への昇段が発表された。1960年には熊本県近代文化功労者にも選ばれ、1967年には日本国政府から勲四等瑞宝章を受章。
晩年まで熊本県で柔道はじめスポーツの普及・振興にあたり、柔道の原理である「精力善用、自他共栄」を説き続けたった宇土であったが、1982年10月に風邪のため体調を崩して熊本市の大浦病院に入院。4年余りの入院生活を経て、1986年12月に老衰のため95年の天寿を全うした。
生前「色々なスポーツをやってきたが記録を持っていないので、長寿の新記録を作りたい」と述べた夢は叶わなかったが、熊本県では伝説の大先輩“ミスター熊本”として人々の知るところである。